# Leila George
Leila George D'Onofrio (Sydney, 20 marzo 1992) è un'attrice australiana naturalizzata statunitense.

## Biografia
Nata in Australia, suo padre è l'attore e produttore Vincent D'Onofrio, sua madre è l'attrice Greta Scacchi e cresciuta da sua madre a Brighton, East Sussex, Regno Unito.
Nel 2008 ha preso lezioni di recitazione al Brighton College. L'anno successivo ha frequentato il Crawley College, l'alma mater di sua madre, e nel 2010 ha studiato alle Arts Educational Schools di Londra. Nel 2011 è andata in Australia per studiare alla Sydney Film School. Nel 2012 si è trasferita negli Stati Uniti per studiare al Lee Strasberg Institute di New York vicino a suo padre.

## Carriera
Nel 2013, George ha lavorato al documentario The Last Impresario come operatore di ripresa aggiuntivo. Nel 2014, ha recitato con sua madre in Il gabbiano di Anton Cechov per la Black Swan Theatre Company a Perth. Sua madre ha interpretato Arkadina e lei Nina, la rivale romantica di Arkadina.
Nel 2016, ha interpretato il ruolo da protagonista nel suo primo lungometraggio televisivo, Mother, May I Sleep with Danger?. È apparsa nei film Macchine mortali (2018) e The Kid (2019). Nel 2019, George ha iniziato a interpretare la versione più giovane del personaggio di Ellen Barkin, Janine "Smurf" Cody, nella serie televisiva Animal Kingdom. Nel 2022 Leila George interpreta la versione più giovane del personaggio di Catherine Ravenscroft nella miniserie TV Disclaimer - La vita perfetta trasmessa poi nel 2024.

## Vita privata
Iniziò una relazione con l'attore Sean Penn nel 2016, per poi sposarlo il 30 luglio 2020. Il matrimonio è finito con il divorzio, il 15 ottobre 2021.
Dopo gli incendi in Australia del 2019-2020, ha co-prodotto una raccolta fondi di celebrità per sostenere la conservazione a lungo termine delle aree colpite dagli incendi boschivi. Questo evento è stato ospitato dallo zoo di Los Angeles.

## Filmografia

### Cinema
- Macchine mortali, regia di Christian Rivers (2018)
- The Long Home, regia di James Franco (2018)
- The Kid, regia di Vincent D'Onofrio (2019)

### Televisione
- Nel letto del nemico, regia di Melanie Aitkenhead – film TV (2016)
- Animal Kingdom – serie TV, 39 episodi (2017-2022)
- Disclaimer - La vita perfetta (Disclaimer), regia di Alfonso Cuarón – miniserie TV (2024)

## Doppiatrici italiane
Nelle versioni in italiano delle opere in cui ha recitato, Leila George è stata doppiata da:
- Francesca Manicone in Nel letto del nemico
- Valentina Perrella in The Kid
- Elena Perino in Macchine mortali
- Gemma Donati in Disclaimer - La vita perfetta